# Federico Tomasoni
Federico Tomasoni (Castione della Presolana, 4 luglio 1997) è uno sciatore freestyle italiano, specializzato nello ski cross.

## Biografia
Attivo nei circuiti FIS di ski cross dal 2019, si è formato agonisticamente nello Sci Club Goggi, per poi arruolarsi nel Centro Sportivo Esercito.
Il 26 febbraio 2023, ai campionati mondiali di Bakuriani, è giunto 6º nella gara individuale; successivamente ha conquistato la medaglia di bronzo nella gara mista a squadre, in coppia con Jole Galli.

## Vita privata
È stato legato sentimentalmente alla sciatrice alpina Matilde Lorenzi, fino alla morte di lei, sopraggiunta a seguito di una caduta il 28 ottobre 2024.

## Palmarès

### Mondiali
- 1 medaglia:
  - 1 bronzo (ski cross a squadre a Bakuriani 2023)

### Coppa del Mondo
- Miglior piazzamento in classifica generale: 49º nel 2022

### Coppa Europa
- 2 podi:
  - 2 terzi posti

#### Campionati italiani
- 1 medaglia:
  - 1 oro (ski cross nel 2025)